# Європейський екзархат
Європейський екзархат Української православної церкви Київського патріархату — закордонні парафії та єпархії УПЦ КП в Європі. До складу Європейського екзархату входить Паризька єпархія та парафії УПЦ Київського патріархату в країнах Європейського Союзу та у Швейцарській Конфедерації. Виконує обов'язки екзарха Європи Іларіон, архієпископ Рівненський і Острозький, голова Синодального управління зовнішніх церковних зв'язків.
В складі УПЦ Київського Патріархату в Європі станом на 13 травня 2017 р. утворено 44 парафії: 
- Нідерланди — 2,
- Угорщина — 1,
- Італія — 8, Парафія святителя Миколая. Настоятель прот. Богдан Брославський.
- Франція — 6,
- Шведський деканат — 5. Декан - Метью Мері Фюрельман. Громади в містах Ганновер, Стокгольм, Гетеборг.
- Німецький деканат — 6, заснований 1995 року під керівництвом протоієрея Пауля Ехінгера.
- Іспанія — 3, Церква Вознесіння Господнього в м. Малага. Настоятель Тарас Аннюк.
- Португалія — 5, Парафія всіх святих землі української, парафія Архістратига Михаїла, парафія Різдва Івана Предтечі.
- Чехія — 1,
- Велика Британія — 1, настоятель - о. Петро Соміков. Деталі, час богослужінь: https://www.facebook.com/Ukrainian-Orthodox-Church-in-Leeds-2256945567858868
- Литва — 1,
- Фінляндія — 1,
- Австрія — 1,
- Словенія — 1,
- Греція — 1,
- Швейцарія — 1.
- Парагвай - 1. Парафія Святого Юрія Переможця в м. Енкарансьйон. Настоятель Анатолій Яремко.

У Франції діяла Паризька єпархія на чолі з Преосвященним митрополитом Михаїлом (Лярошем). Інші парафії перебувають в архіпастирському керівництві Преосвященного Іларіона, архієпископа Рівненського і Острозького, голови Синодального управління зовнішніх церковних зв'язків.